# 佩恩特羅克 (德克薩斯州)
佩恩特羅克（英語：Paint Rock）是一個位於美國德克薩斯州孔喬縣的城市。根據2010年美國人口普查，該地共人口273人，而該地的面積約為4.30平方千米。同時該地也是孔喬縣的縣治。

## 地理
佩恩特羅克的座標為31°30′28″N 99°55′24″W / 31.50778°N 99.92333°W，而該地的平均海拔高度為497米（即1631英尺）。